# ستيف هيتنر
ستيف هيتنر (بالإنجليزية: Steve Hytner)‏ هو ممثل أمريكي، ولد في 28 سبتمبر 1959 في الولايات المتحدة.

## وصلات خارجية
- ستيف هيتنر على موقع IMDb (الإنجليزية)
- ستيف هيتنر على موقع قاعدة بيانات الفيلم (الإنجليزية)